# مسابقة كأس الأمم 2011
كأس الأمم 2011 (المعروف أيضا باسم كأس كارلينغ للأمم لأسباب الرعاية) هي أن تكون البطولة الأولى من مسابقة مباراة واحدة ضد كل فريق بين المنتخبات وطنية لأيرلندا الشمالية، جمهورية أيرلندا، اسكتلندا وويلز. وقد عُقِدت المسابقة في دبلن في فبراير ومارس 2011.

## الأماكن
ملعب أفيفا الذي اعيد بناؤه حديثا تم اختياره لاستضافة جميع المباريات الستة من بطولة 2011.
| دبلن          |
| ------------- |
| ملعب أفيفا    |
| السعة: 51,700 |
|               |

## الجدول
| م | الفريق           | لعب | ف | ت | خ | أ.له | أ.ع | أ.ف | نقاط |
| - | ---------------- | --- | - | - | - | ---- | --- | --- | ---- |
| 1 | جمهورية أيرلندا  | 3   | 3 | 0 | 0 | 9    | 0   | +9  | 9    |
| 2 | إسكتلندا         | 3   | 2 | 0 | 1 | 6    | 2   | +4  | 6    |
| 3 | ويلز             | 3   | 1 | 0 | 2 | 3    | 6   | −3  | 3    |
| 4 | أيرلندا الشمالية | 3   | 0 | 0 | 3 | 0    | 10  | −10 | 0    |

## النتائج
| جمهورية أيرلندا                 | 0 – 3 | ويلز |
| ------------------------------- | ----- | ---- |
| غيبسون 60' · داف 66' · فاهي 83' |       |      |

| أيرلندا الشمالية | 3 – 0 | إسكتلندا                              |
| ---------------- | ----- | ------------------------------------- |
|                  |       | ميلار 19' · ماك أرثر 31' · كومونز 51' |

| جمهورية أيرلندا                                                                               | 5–0   | أيرلندا الشمالية |
| --------------------------------------------------------------------------------------------- | ----- | ---------------- |
| ستيفن وارد 24' · روبي كين 37'، 54' (ضربة جزاء) · كريغ كاثكارت 45' (في مرماه) · سيمون كوكس 80' | تقرير |                  |

| ويلز             | 1–3   | إسكتلندا                                            |
| ---------------- | ----- | --------------------------------------------------- |
| روبرت إيرنشو 36' | تقرير | جيمس موريسون 55' · كيني ميلر 63' · كريستوف بيرا 70' |

| ويلز                              | 2–0   | أيرلندا الشمالية |
| --------------------------------- | ----- | ---------------- |
| آرون رامزي 36' · روبرت إيرنشو 69' | تقرير |                  |

| جمهورية أيرلندا | 1–0   | إسكتلندا |
| --------------- | ----- | -------- |
| روبي كين 23'    | تقرير |          |